# Medsebojno delovanje zdravil
Medsebojno delovanje zdravil, součinkovanje zdravil ali interakcija zdravil je pojav pri sočasnem prejemanju več različnih zdravil, ko eno zdravilo pomembno vpliva na učinek drugega. Medsebojno delovanje zdravil je po navadi neželen pojav in se mu med zdravljenjem želimo izogniti. V redkih primerih pa je součinkovanje dveh ali več zdravil želeno. 
Opisanih je več kot 5.000 medsebojnih delovanj zdravil, vendar je le nekaj zares pomembnih in še ta se pokažejo le pri posameznih bolnikih.

## Načini medsebojnega delovanja
Do medsebojnega delovanja zdravil lahko pride bodisi na ravni farmakokinetike (absorpcija, porazdelitev, presnova, izločanje) bodisi na ravni farmakodinamike. Najpogostejši vzrok klinično pomembnih medsebojnih delovanj zdravil je delovanje na ravni presnove .
Posledica součinkovanja je lahko zmanjšan, povečan, hitrejši, zapozneli, počasnejši ali sploh drugačen učinek zdravila.